# Golfe nos Jogos Olímpicos de Verão de 2024
As competições de golfe nos Jogos Olímpicos de Verão de 2024 em Paris ocorreram entre 1 a 10 de agosto no Le Golf National em Guyancourt, apresentando um total de 120 jogadores (60 por gênero) em dois eventos de medalha.
O caminho de qualificação do golfe e o formato de disputa permaneceram os mesmos das duas edições anteriores, com 60 jogadores se classificando para cada evento, disputado em um torneio individual de jogo por tacadas de 72 buracos com duração de quatro dias. O evento masculino foi disputado primeiro em 1º de agosto e o feminino se iniciou em 7 de agosto.

## Qualificação
Sessenta jogadores para cada um dos eventos masculino e feminino se classificaram para Paris 2024 com base na lista oficial do ranking mundial da Federação Internacional de Golfe (IGF) de 17 de junho de 2024 (para os homens) e 24 de junho de 2024 (para as mulheres). Os 15 melhores jogadores do ranking mundial foram selecionados por nome e garantiram suas vagas olímpicas, respeitando o limite de quatro jogadores por Comitê Olímpico Nacional (CON). As restantes vagas foram atribuídas aos jogadores classificados a partir do 16.º lugar da lista com um máximo de dois por CON. Cada uma das cinco zonas continentais deveria inscrever pelo menos um jogador em todos os torneios de golfe sob os princípios do movimento olímpico e as regras regidas pela IGF.

## Calendário
Os torneios de golfe foram disputadas ao longo de quatro dias para cada gênero, começando com o masculino entre 1 e 4 de agosto e se encerrando com o feminino entre 7 e 10 de agosto de 2024.
| R1 | Rodada 1 | R2 | Rodada 2 | R3 | Rodada 3 | RF | Rodada final |

| DataEvento           | Qui 1 ago | Sex 2 ago | Sáb 3 ago | Dom 4 ago | Qua 7 ago | Qui 8 ago | Sex 9 ago | Sáb 10 ago |
| -------------------- | --------- | --------- | --------- | --------- | --------- | --------- | --------- | ---------- |
| Individual masculino | R1        | R2        | R3        | RF        |           |           |           |            |
| Individual feminino  |           |           |           |           | R1        | R2        | R3        | RF         |

## Nações participantes
Ao todo, 38 CONs tiveram golfistas qualificados. Entre parênteses encontra-se representada a quantidade de competidores.
- RSA África do Sul (4)
- GER Alemanha (4)
- ARG Argentina (2)
- AUS Austrália (4)
- AUT Áustria (3)
- BEL Bélgica (3)
- CAN Canadá (4)
- CZE Chéquia (2)
- CHI Chile (2)
- CHN China (4)
- COL Colômbia (3)
- KOR Coreia do Sul (5)
- DEN Dinamarca (4)
- SLO Eslovênia (2)
- ESP Espanha (4)
- USA Estados Unidos (7)
- PHI Filipinas (2)
- FIN Finlândia (4)
- FRA França (4)
- GBR Grã-Bretanha (4)
- IND Índia (4)
- IRL Irlanda (4)
- ITA Itália (3)
- JPN Japão (4)
- MAS Malásia (2)
- MAR Marrocos (1)
- MEX México (4)
- NOR Noruega (4)
- NZL Nova Zelândia (3)
- NED Países Baixos (1)
- PAR Paraguai (1)
- POL Polônia (1)
- PUR Porto Rico (1)
- SGP Singapura (1)
- SWE Suécia (4)
- SUI Suíça (3)
- THA Tailândia (4)
- TPE Taipé Chinês (4)

## Medalhistas
| Evento                        | Ouro                                 | Prata                            | Bronze                     |
| ----------------------------- | ------------------------------------ | -------------------------------- | -------------------------- |
| Individual masculino detalhes | Scottie Scheffler USA Estados Unidos | Tommy Fleetwood GBR Grã-Bretanha | Hideki Matsuyama JPN Japão |
| Individual feminino detalhes  | Lydia Ko NZL Nova Zelândia           | Esther Henseleit GER Alemanha    | Lin Xiyu CHN China         |

## Quadro de medalhas
| Ordem | País               | Medalha de ouro | Medalha de prata | Medalha de bronze |   | Ordem por total |
| ----- | ------------------ | --------------- | ---------------- | ----------------- | - | --------------- |
| 1     | USA Estados Unidos | 1               |                  |                   | 1 | 1               |
|       | NZL Nova Zelândia  | 1               |                  |                   | 1 | 1               |
| 3     | GER Alemanha       |                 | 1                |                   | 1 | 1               |
|       | GBR Grã-Bretanha   |                 | 1                |                   | 1 | 1               |
| 5     | CHN China          |                 |                  | 1                 | 1 | 1               |
|       | JPN Japão          |                 |                  | 1                 | 1 | 1               |
| TOTAL | TOTAL              | 2               | 2                | 2                 | 6 | —               |